# Lorenz (Adelsgeschlecht)

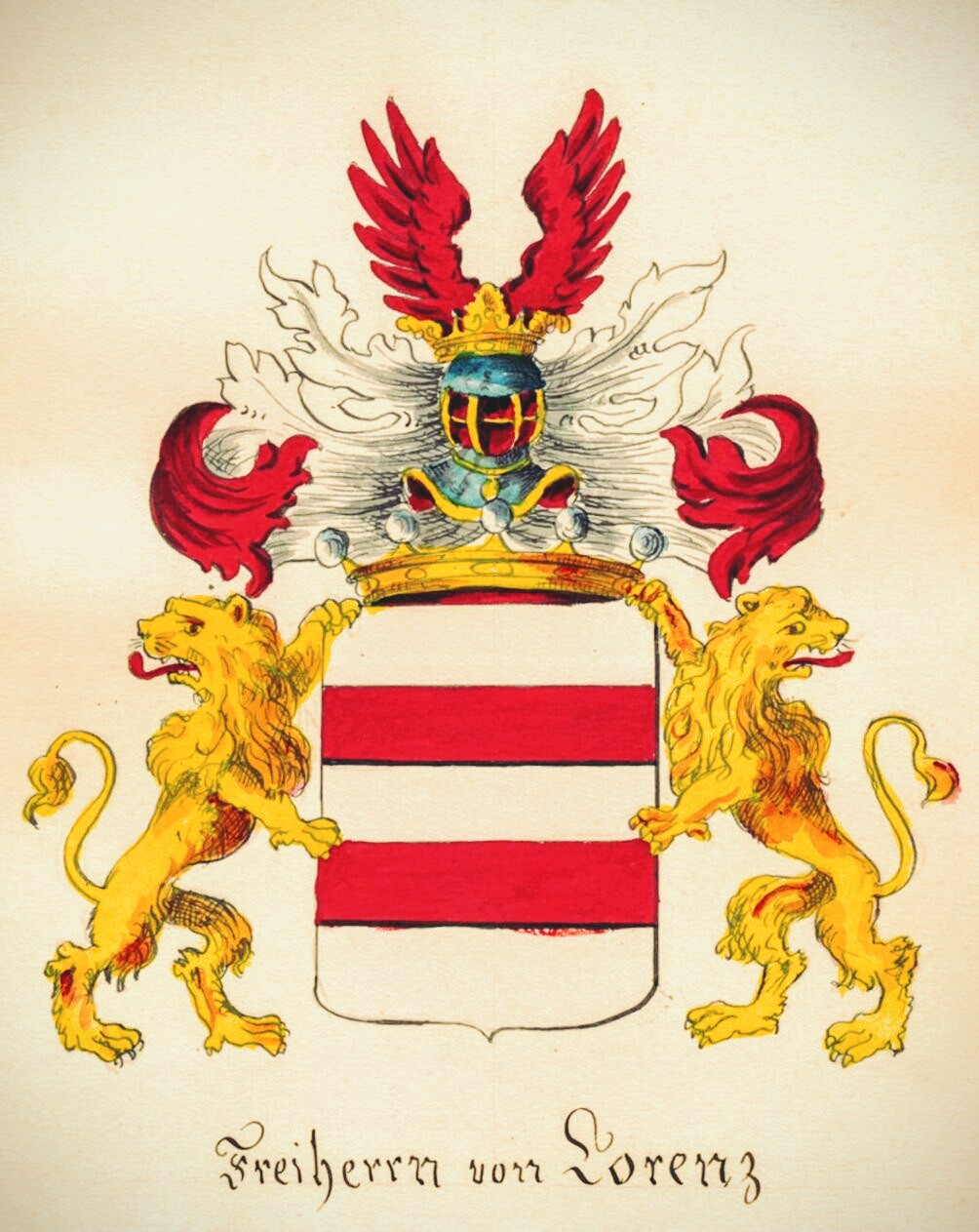
Wappen der Freiherrn von Lorenz

Lorenz ist ein seit 1790 bestehendes deutsches Adelsgeschlecht. Der sehr begüterte und finanzkräftige Kauf- und Handelsmann Johann Gottfried Lorenz wurde am 7. August 1790 in der Zeit, als Kurfürst Friedrich August III. von Sachsen das Reichsvikariat innehatte, unter Überspringung des normalen Reichsadelsstandes sofort in den Reichsfreiherrenstand erhoben. Gleichzeitig mit ihm wurden auch seine Kinder und Nachkommen zu Reichsfreiherren ernannt.

## Geschichte
Die Familie besaß nicht nur im Kurfürstentum bzw. Königreich Sachsen mehrere Rittergüter, darunter zum Beispiel Mühlbach und Podelwitz, sondern auch in der 1816 entstandenen preußischen Provinz Sachsen. 1836 siedelten sich Vertreter der Familie auch in Schlesien an.

## Vertreter
- Johann Gottfried Lorenz († 1782 in Mittweida), Bürgermeister in Mittweida und Rittergutsbesitzer
  - Johann Gottfried Freiherr von Lorenz († 1792 in Mittweida), Handelsherr, kursächsischer Kammerrat, Fabrik- und Rittergutsbesitzer
    - Gottfried August Freiherr von Lorenz (1776–1841), kursächsischer, ab 1806 königlich-sächsischer Amtshauptmann und Rittergutsbesitzer.

## Wappen
In Silber zwei rote Balken. Auf dem Helm mit rot-silbernen Decken ein offener roter Flug. Wenn Schildhalter dargestellt werden, so sind es zwei goldene Löwen.